# کمیسیون بین‌المللی نام‌گذاری جانوران
کمیسیون بین‌المللی نام‌گذاری جانوران (به انگلیسی: International Commission on Zoological Nomenclature) سازمانی است که به «دستیابی به ثبات و حس در نام‌گذاری علمی جانوران» اختصاص دارد. در سال ۱۸۹۵ بنیان‌گذاری شد و اکنون شامل ۲۶ کمیسیونر از ۲۰ کشور است.
ICZN توسط "اساسنامه ICZN" اداره می‌شود که معمولاً همراه با کد ICZN منتشر می‌شود.
اعضا توسط بخش نام‌گذاری جانوران، که توسط اتحادیه بین‌المللی علوم زیستی (IUBS) ایجاد شده است، برگزیده می‌شوند.
از سال ۲۰۱۴، کار این کمیسیون توسط یک دبیرخانه کوچک مستقر در دانشگاه ملی سنگاپور، در سنگاپور پشتیبانی می‌شود. پیش از این، دبیرخانه در لندن مستقر بود و توسط صندوق بین‌المللی نام‌گذاری جانوران تأمین مالی می‌شد. کمیسیون «از طریق تولید و انتشار اطلاعات دربارهٔ استفاده درست از نام علمی جانوران» به جامعه جانورشناسی کمک می‌کند.

## دبیران اجرایی
- (–۲۰۰۳) اندرو واکهام داوسون
- (2003–2008) اندرو پولاشک[۵]
- (۲۰۰۸–۲۰۱۶) الینور میشل
- (۲۰۱۶–۲۰۱۸) مارتین ای لو
- (۲۰۱۸–۲۰۲۲) گوین لیم
- (۲۰۲۱–۲۰۲۱) ایوان کوآه
- (۲۰۲۲–اکنون) دومینیک وای جِی انگ